# 영천 영지사 범종각
영천 영지사 범종각(永川 靈芝寺 泛鐘閣)은 대한민국 경상북도 영천시 대창면 용호리, 영지사에 있는 범종각이다. 1988년 9월 23일 경상북도의 문화재자료 제207호로 영지사대웅전 및 범종각으로 지정되었다가, 2010년 3월 11일 경상북도의 문화재자료 제563호 영천 영지사 범종각으로 문화재 명칭 및 등급이 조정되었다.

## 등급 조정사유
《영지사 대웅전 및 범종각》이 문화재자료로 지정되었으나, 범종각 건물 특징을 살펴보면 자연석의 덤벙주초석에 둥근 기둥을 놓았으며, 2층 누각의 팔작지붕으로서 겹처마의 초익공계 건물로 문루에서 아래로는 통로이고 위층은 범종을 단 누각으로 이용되고 있다. 범종각은 근년에 중건한 건물로서 대웅전과 분리하여 문화재자료로 지정한다.

## 같이 보기
- 영지사

## 참고 자료
- 영천 영지사 범종각 - 국가유산청 국가유산포털